# جيم فريات
جيم فريات (بالإنجليزية: Jim Fryatt)‏ هو لاعب كرة قدم ومدرب كرة قدم بريطاني في مركز الهجوم، ولد في 2 سبتمبر 1940 في ساوثهامبتون في المملكة المتحدة، وتوفي في 5 يونيو 2020 في لاس فيغاس في الولايات المتحدة. لعب مع أولدهام أثلتيك وبلاكبيرن روفرز وتشارلتون أثلتيك وستوكبورت كونتي ونادي برادفورد بارك أفنيو ونادي توركي يونايتد ونادي ساوثبورت ونادي ساوثيند يونايتد.